# Boris M. Choustov
Boris M. Choustov (à l'anglaise Boris M. Shustov) est un astronome russe, vice-président de l'Union astronomique internationale de 2015 à 2021.